# Stuckey
Stuckey és una població dels Estats Units a l'estat de Carolina del Sud. Segons el cens del 2000 tenia 263 habitants.

## Demografia
Segons el cens del 2000, Stuckey tenia 263 habitants, 100 habitatges i 72 famílies. La densitat de població era de 111,6 habitants/km².
Dels 100 habitatges en un 34% hi vivien nens de menys de 18 anys, en un 49% hi vivien parelles casades, en un 18% dones solteres, i en un 28% no eren unitats familiars. En el 27% dels habitatges hi vivien persones soles el 12% de les quals corresponia a persones de 65 anys o més que vivien soles. El nombre mitjà de persones vivint en cada habitatge era de 2,63 i el nombre mitjà de persones que vivien en cada família era de 3,19.
Per edats la població es repartia de la següent manera: un 27,4% tenia menys de 18 anys, un 5,3% entre 18 i 24, un 24,7% entre 25 i 44, un 28,5% de 45 a 60 i un 14,1% 65 anys o més.
L'edat mediana era de 40 anys. Per cada 100 dones de 18 o més anys hi havia 78,5 homes.
La renda mediana per habitatge era de 26.250 $ i la renda mediana per família de 36.250 $. Els homes tenien una renda mediana de 27.083 $ mentre que les dones 20.469 $. La renda per capita de la població era de 13.058 $. Entorn del 13,1% de les famílies i el 16,7% de la població estaven per davall del llindar de pobresa.

## Poblacions més properes
El següent diagrama mostra les poblacions més properes.